# کلیسای سنت میشائل (هیلدسهایم)
کلیسای سنت مایکل (به آلمانی: Michaeliskirche) در هیلدسهایم٬آلمان قرار دارد. این کلیسا در سال ۱۹۸۵ در فهرست میراث جهانی یونسکو به ثبت رسیده است.
کلیسای سنت مایکل بین سال‌های ۱۰۰۱ و ۱۰۳۱ ساخته شده است. در سال ۱۱۸۶ به علت آتش‌سوزی بازسازی شد. این کلیسای در یک حمله هوایی در طول جنگ جهانی دوم در ۲۲ مارس ۱۹۴۵ تخریب شد اما در سال ۱۹۵۰ بازسازی آن شروع شد و در سال ۱۹۵۷ به اتمام رسید.